# Ernest I de Brunsvic-Lüneburg
Ernest I de Brunsvic-Lüneburg - Ernst I von Braunschweig-Lüneburg (alemany) - (Uelzen, 27 de juny de 1497 - Celle l'11 de gener de 1546) fou un noble alemany, príncep del Ducat de Brunsvic-Lüneburg, de la Casa de Welf.
Fill del duc Enric I de Brunsvic-Lüneburg (1468 - 1532) i de Margarida de Saxònia (1469 - 1528). El 2 de juny de 1528 es va casar a Schwerin amb Sofia de Mecklenburg-Schwerin (1508 - 1541), filla del duc Enric V (1479 - 1552) i de la princesa Úrsula de Brandenburg (1488 - 1510). El 1512 va ser enviat a la cort del germà de la seva mare a Wittenberg, l'elector Frederic III de Saxònia, on va rebre formació a la Universitat de Halle. El 1520 el seu pare va abdicar i va cedir el govern del ducat als seus fills Otó i Ernest. Però, amb la renúncia d'Otó el 1527, Ernest es va fer càrrec en solitari del govern del ducat.
Va ser un dels nobles més influents del nord d'Alemanya, i un abanderat de la causa protestant, en els primers anys de la Reforma. Va signar la Protesta de Speyer en la Dieta de Speyer de 1529. Va treballar intensament a la Lliga d'Esmalcalda i va aconseguir que s'hi sumessin entre altres les ciutats d'Hamburg, Bremen, Braunschweig i Göttingen.
El matrimoni va tenir els següents fills:
- Francesc Otó (1530 - 1559), casat amb Elisabet Magdalena de Brandenburg (1537 - 1595).
- Frederic (1532 - 1553)
- Enric (1533 - 1598) casat amb Úrsula de Saxònia-Lauenburg (1545 - 1620).
- Margarida (1534 - 1596), casada amb Joan de Mansfeld
- Guillem (1535 - 1592), casat amb Dorotea de Dinamarca (1546 - 1617).
- Úrsula (1536 - 1538)
- Caterina (1537 - 1540)
- Elisabet Úrsula (1539 - 1586), casada amb Otó IV de Holstein-Schauenburg-Pinneburg (1517 - 1576).
- Magdalena Sofia (1540 - 1586), casada amb Arnald de Bentheim-Steinfurt.
- Sofia (1541 - 1631), casada amb Poppo XVIII de Henneberg-Schleusingen